# Ален (Мериленд)
Ален (енгл. Allen) насељено је место без административног статуса у америчкој савезној држави Мериленд.

## Демографија
По попису из 2010. године број становника је 210.
| Група             | 2000.    | 2010.       |
| Белци             | 0 (0,0%) | 190 (90,5%) |
| Афроамериканци    | 0 (0,0%) | 10 (4,8%)   |
| Азијати           | 0 (0,0%) | 0 (0,0%)    |
| Хиспаноамериканци | 0 (0,0%) | 6 (2,9%)    |
| Укупно            | 0        | 210         |